# Loi du 31 décembre 1975 relative à l'emploi de la langue française
Ne doit pas être confondu avec la loi du 4 août 1994 relative à l’emploi de la langue française, dite Loi Toubon.
Lire en ligne

Lire sur Légifrance

loi Toubon
La loi n°75-1349 du 31 décembre 1975 relative à l'emploi de la langue française, dite loi Bas-Lauriol du nom des deux auteurs de la proposition de la loi Pierre Bas et Marc Lauriol, est une loi française qui rend l'usage du français obligatoire dans l'affichage public et la publicité commerciale et interdit l'utilisation de tout terme ou expression étrangère.
La loi Bas-Lauriol a été abrogée avec l'entrée en vigueur de la loi Toubon, le 4 août 1994.